# Рекрут (фільм)
«Рекрут» (англ. The Recruit) — американський драматичний бойовик режисера Роджера Дональдсона, що вийшов 2003 року. У головних ролях Аль Пачіно і Колін Фаррелл.
Сценаристами були Роджер Таун, Курт Віммер і Мітч Ґлейзер, продюсерами — Джефф Еппл, Ґері Барбер і Роджер Бірнбаум. Вперше фільм продемонстрували 25 січня 2003 року у Чехії на кінофестивалі «Фебіо».
В Україні у кінопрокаті фільм не демонструвався. Переклад та озвучення українською мовою зроблено студією «Так Треба Продакшн» на замовлення телеканалу НТН.

## Сюжет
Джеймс Клейтон комп'ютерний експерт з Массачусетського технологічного інституту привертає увагу агентів ЦРУ своїм інтелектом. Волтер Берк, агент ЦРУ, вербує його і Джеймс починає проходити підготовку у спеціальному місці — Фермі, де його інструктором є Волтер. Пройшовши успішно навчання, Джеймс стає агентом, тоді ж він отримує своє перше завдання — знайти зрадника.

## У ролях
| Актор            | Персонаж                                            | Роль                                 |
| ---------------- | --------------------------------------------------- | ------------------------------------ |
| Аль Пачіно       | Волтер Берк (англ. Walter Burke)                    | старший інструктор у ЦРУ             |
| Колін Фаррелл    | Джеймс Дуґлас Клейтон (англ. James Douglas Clayton) | комп'ютерний експерт, новобранць ЦРУ |
| Бріджет Мойнеген | Лейла Мур (англ. Layla Moore)                       | новобранка ЦРУ                       |
| Гебріел Махт     | Зак (англ. Zack)                                    | новобранць ЦРУ, пізніше агент        |
| Кеннет Мітчелл   | Алан (англ. Alan)                                   |                                      |

## Сприйняття

### Критика
Фільм отримав змішані відгуки: Rotten Tomatoes дав оцінку 43 % на основі 164 відгуків від критиків (середня оцінка 5,5/10) і 60 % від глядачів із середньою оцінкою 3,2/5 (109,336 голосів). Загалом на сайті фільми має змішаний рейтинг, фільму зарахований «гнилий помідор» від кінокритиків, проте «попкорн» від глядачів, Internet Movie Database — 6,6/10 (90 228 голосі), Metacritic — 56/100 (36 відгуків критиків) і 6,3/10 від глядачів (32 голоси). Загалом на цьому ресурсі від критиків фільм отримав змішані відгуки, а від глядачів — позитивні.

### Касові збори
Під час показу у США, що розпочався 31 січня 2003 року, протягом першого тижня фільм був показаний у 2,376 кінотеатрах і зібрав 16,302,063 $, що на той час дозволило йому зайняти 1 місце серед усіх прем'єр. Показ фільму протривав 105 днів (15 тижнів) і завершився 15 травня 2003 року. За цей час фільм зібрав у прокаті у США 52,802,140  доларів США (за іншими даними 52,784,696 $), а у решті світу 48,389,744  доларів США, тобто загалом 101,191,884  доларів США.

### Нагороди і номінації[10]
| Рік  | Нагорода                  | Категорія                                  | Номінант      | Результат |
| ---- | ------------------------- | ------------------------------------------ | ------------- | --------- |
| 2003 | Teen Choice Awards        | Вибір зіркового прориву у фільмі — чоловік | Колін Фаррелл | Номінація |
| 2004 | MTV Movie Awards. Мексика | Найкраща роль Коліна Фаррела у кіно        | Колін Фаррел  | Номінація |

### Виноски
1. 1 2 3  The Recruit: Release Info (англ.). Internet Movie Database. Архів оригіналу за 14 червня 2013. Процитовано 1 січня 2014.
2. 1 2  The Recruit (англ.). Box Office Mojo. Архів оригіналу за 24 січня 2014. Процитовано 1 січня 2014.
3. 1 2  The Recruit (англ.). Internet Movie Database. Архів оригіналу за 25 грудня 2013. Процитовано 1 січня 2014.
4. ↑  The Recruit (англ.). AllMovie. Архів оригіналу за 23 лютого 2014. Процитовано 1 січня 2014.
5. ↑  The Recruit: Full Cast & Crew (англ.). Internet Movie Database. Архів оригіналу за 20 червня 2013. Процитовано 1 січня 2014.
6. ↑  Рекрут. Премьеры (рос.). КиноПоиск. Архів оригіналу за 2 січня 2014. Процитовано 1 січня 2014.
7. ↑  The Recruit (англ.). Rotten Tomatoes. Архів оригіналу за 2 січня 2014. Процитовано 1 січня 2014.
8. ↑  The Recruit (англ.). Metacritic. Архів оригіналу за 21 лютого 2011. Процитовано 1 січня 2014.
9. ↑  The Recruit (англ.). The Numbers. Архів оригіналу за 2 січня 2014. Процитовано 1 січня 2014.
10. ↑  The Recruit: Awards (англ.). Internet Movie Database. Архів оригіналу за 27 березня 2016. Процитовано 1 січня 2014.